# Neotamandua
Neotamandua é um gênero de tamanduá já extinto. É o gênero mais próximo do atual tamanduá-bandeira (Myrmecophaga tridactyla). A espécie Neotamandua borealis foi sugerida como ancestral do tamanduá-bandeira. Patterson (1992) sugeriu que Neotamandua é muito parecido com Myrmecophaga e que os fósseis desse gênero devem ser considerados como Myrmecophaga.